# القوات المسلحة لجمهورية أوزبكستان
القوات المسلحة لجمهورية أوزبكستان ( (بالأوزبكية: O'zbekiston Respublikasi Qurolli Kuchlari, Ўзбекистон Республикаси Қуролли Кучлари)‏‎ )، هو اسم القوات المسلحة الموحدة لأوزبكستان ، والتي تتكون من القوات البرية وقوات الدفاع الجوي والقوات الجوية التابعة لوزارة الدفاع. تشمل الوحدات شبه العسكرية الحرس الوطني ،  حرس الحدود  والقوات البحرية . ويقال أنه الأكبر والأقوى في آسيا الوسطى .
وبدأت البلاد أيضًا في إضفاء طابع احترافي على جيشها، وهو جهد لم يحقق سوى نجاح محدود ودعم حكومي غير منتظم. ولكن حتى في أوزبكستان، تمثل هذه التغييرات مجرد بداية متواضعة وتتركز معظم الفوائد في عدد قليل من تشكيلات النخبة ذات الاستعداد العالي بدلاً من تطبيقها بشكل موحد على القوة بأكملها. إن القوة العسكرية الأوزبكية غير كافية على الإطلاق، ولكنها متفوقة كثيراً على جيرانها.